# Stéphane Audran
Stéphane Audran (n. 8 noiembrie 1932, Versailles, Seine-et-Oise, Franța – d. 27 martie 2018, Neuilly-sur-Seine, Île-de-France, Franța) a fost o actriță franceză de film și televiziune. Lansată și formată de soțul ei de atunci Claude Chabrol, cu a cărui filmografie aproape că se confundă. Intrpretează personaje reci și sofisticate, capabile însă de nebunie pasională (adultere, crime, etc.).
Este cunoscută pentru interpretarea rolurilor din Ospățul Babettei și Farmecul discret al burgheziei. Pentru ultimul rol (Alice Senechal), realizat în regia lui Luis Buñuel, a primit în 1974 Premiul BAFTA pentru "Cea mai bună actriță".

## Filmografie cinema selectivă

### Anii 1950
- 1958 La Bonne Tisane regia Hervé Bromberger
- 1958 Montparnasse 19 (Les Amants de Montparnasse / Montparnasse 19), regia Jacques Becker (nemenționată)
- 1959 Le Signe du lion regia Éric Rohmer
- 1959 Verii (Les Cousins), regia Claude Chabrol

### Anii 1960
- 1960 Femeiuștile (Les Bonnes Femmes), regia Claude Chabrol : Ginette
- 1961 Saint-Tropez Blues regia Marcel Moussy : Lucie
- 1961 Les Godelureaux regia Claude Chabrol : Xavière, dansatoarea
- 1962 Ochiul răului (L'Œil du Malin), regia Claude Chabrol : Hélène
- 1963 Landru regia Claude Chabrol : Fernande Segret
- 1964 Les Durs à cuire ou Comment supprimer son prochain sans perdre l'appétit regia Jacques Pinoteau : Rika Lormond
- 1964 Tigrului îi place carnea proaspătă (Le Tigre aime la chair fraîche) regia Claude Chabrol : la chanteuse d'opéra (nemenționată)
- 1965 Paris vu par... regia Claude Chabrol (segment La Muette) : la mère
- 1965 Marie-Chantal contre le docteur Kha regia Claude Chabrol : Olga
- 1966 Linia de demarcație (La Ligne de démarcation), regia Claude Chabrol : soția doctorului Lafaye
- 1967 Scandalul (Le Scandale), regia Claude Chabrol : Jacqueline Belling / Lydia
- 1968 Căprioarele (Les Biches), regia Claude Chabrol : Frédérique
- 1969 Soția infidelă (La Femme infidèle), regia Claude Chabrol : Hélène Desvallées

### Anii 1970
- 1970 Măcelarul (Le Boucher), regia Claude Chabrol : Hélène
- 1970 La Peau de Torpedo regia Jean Delannoy : Dominique Krestowitz
- 1970 Ruptura (La Rupture), regia Claude Chabrol : Hélène Régnier
- 1970 La Dame dans l'auto avec des lunettes et un fusil (The Lady in the Car with Glasses and a Gun) regia Anatole Litvak : Anita Caldwell
- 1971 La căderea nopții (Juste avant la nuit), regia Claude Chabrol : Hélène Masson
- 1971 Fără un mobil aparent (Sans mobile apparent), regia Philippe Labro : Hélène Vallée
- 1971 Aussi loin que l'amour regia Frédéric Rossif : la femme de Michel
- 1972 The other side of the wind regia Orson Welles (inachevé) : Stéphane
- 1972 Un meurtre est un meurtre regia Étienne Périer : Marie Kastner / Anne
- 1972 Farmecul discret al burgheziei (Le charme discret de la bourgeoisie), regia Luis Buñuel : Suzanne Sénéchal
- 1973 Nunțile roșii (Les Noces rouges), regia Claude Chabrol : Lucienne Delamare
- 1974 Comment réussir quand on est con et pleurnichard regia Michel Audiard : Cécile Malempin
- 1974 Le Cri du cœur regia Claude Lallemand : Claire, la mère d'Alexandre
- 1974 Dix petits nègres (And Then There Were None) regia Peter Collinson : Ilona Morgan
- 1974 Vincent, François, Paul... și ceilalți (Vincent, François, Paul... et les autres), regia Claude Sautet : Catherine
- 1975 Hay que matar a B. regia José Luis Borau : Susana
- 1975 Șoimul (The Black Bird), regia David Giler : Anna Kemidov
- 1976 Chi dice donna, dice donna regia Tonino Cervi (segment Donne d'affari) : Mimi / Chantal
- 1976 Nebunii burgheze (Folies bourgeoises), regia Claude Chabrol : Claire Brandels
- 1977 Des Teufels Advokat regia Guy Green : Anne, Comtesse di Sanctis
- 1977 Alibi pentru un prieten (Mort d'un pourri), regia Georges Lautner : Christiane
- 1978 Legături de sânge (Les Liens de sang), regia Claude Chabrol : Mrs Lowery
- 1978 Banco à Las Vegas (Silver Bears) regia Ivan Passer : Shireen Firdausi
- 1978 Violette Nozière regia Claude Chabrol : Germaine Nozière
- 1979 Eagle's Wing regia Anthony Harvey : la veuve
- 1979 Le Gagnant regia Christian Gion : Hélène Dupré-Granval

### Anii 1980
- 1980 Le Soleil en face regia Pierre Kast : Jeanne
- 1980 Mai presus decât gloria (The Big Red One) regia Samuel Fuller : "Wallone", un rezistent belgian
- 1980 Le Cœur à l'envers regia Franck Apprederis : Geneviève
- 1981 Les Plouffe regia Gilles Carle : Madame Boucher
- 1981 Curățenie la sânge (Coup de torchon), regia Bertrand Tavernier : Huguette Cordier
- 1982 Boulevard des assassins regia Boramy Tioulong : Francine
- 1982 Le Choc regia Robin Davis : Jeanne Faulques
- 1982 Paradis pentru toți (Paradis pour tous), regia Alain Jessua : Edith
- 1983 La Scarlatine regia Gabriel Aghion : Minon Palazzi
- 1983 Cărarea morții (Mortelle randonnée), regia Claude Miller
- 1984 Hoți de noapte (Les Voleurs de la nuit), regia Samuel Fuller : la mère d'Isabelle
- 1984 Sângele altora (Le Sang des autres), regia Claude Chabrol : Gigi
- 1984 Un printemps sous la neige (The Bay Boy) regia Daniel Petrie : Blanche (non créditée)
- 1985 Poulet au vinaigre regia Claude Chabrol : Madame Cuno
- 1985 Night Magic regia Lewis Furey : Janice
- 1985 La Cage aux folles 3 : Elles se marient regia Georges Lautner : l'agent matrimoniale
- 1986 Țiganca (La Gitane), regia Philippe de Broca : Brigitte
- 1986 Suivez mon regard regia Jean Curtelin : la femme du téléphage
- 1987 Festinul Babettei (Babettes gæstebud) regia Gabriel Axel : Babette Hersant
- 1988 Les Saisons du plaisir regia Jean-Pierre Mocky : Bernadette
- 1988 O revistă sexi (Corps z'a corps), regia André Halimi : Edna Chabert
- 1988 Les Prédateurs de la nuit (Faceless) regia Jesús Franco : Madame Sherman
- 1988 Il Nido del ragno regia Gianfranco Giagni : Madame Kuhn
- 1989 Sons regia Alexandre Rockwell : Florence
- 1989 Manika, une vie plus tard regia François Villiers : Sœur Amanda

### Anii 1990
- 1990 La Messe en si mineur regia Jean-Louis Guillermou
- 1990 Zile liniștite la Clichy (Jours tranquilles à Clichy), regia Claude Chabrol : Adrienne
- 1992 Betty de Claude Chabrol : Laure
- 1994 Le Tour d'écrou (The Turn of the Screw) de Rusty Lemorande : Mrs Grose
- 1995 Au petit Marguery de Laurent Bénégui : Joséphine
- 1996 Le Fils de Gascogne de Pascal Aubier : elle-même
- 1996 Risque maximum (Maximum Risk) de Ringo Lam : Chantal Moreau
- 1997 Arlette de Claude Zidi : Diane
- 1998 Madeline de Daisy von Scherler Mayer : Lady Covington
- 1999 Soacra mea iubită (Belle Maman), de Gabriel Aghion : Brigitte

### Anii 2000
- 2000 Picnic cu Lulu Kreutz (Le Pique-nique de Lulu Kreutz), regia Didier Martiny
- 2001 Mi-e foame (J'ai faim), regia Florence Quentin
- 2002 Pe nevastă-mea o cheamă Maurice (Ma femme s'appelle Maurice), regia Jean-Marie Poiré
- 2008 La Fille de Monaco regia Anne Fontaine